# Zeltweg
Zeltweg – miasto w Austrii, w kraju związkowym Styria, w powiecie Murtal. Do 31 grudnia 2011 należało do powiatu Judenburg. Liczy 7327 mieszkańców (1 stycznia 2015). 
W mieście znajduje się lotnisko wojskowe.